# Kaiserschild
Der Kaiserschild (2085 m ü. A.) ist ein breitgeformter Berg am Nordrand der Eisenerzer Alpen (Steiermark) und bildet mit dem etwas höheren Hochkogel (2105 m) einen Doppelgipfel.
Die Kaiserschildgruppe, zu der auch noch der Kaiserwart (2033 m) gehört, bildet einen vom Rest der Eisenerzer Alpen über den Radmerhals (1305 m ü. A.) in nordöstliche Richtung abgesetzten eigenständigen Gebirgsstock, der geomorphologisch eher den Gesäusebergen mit dem westlich benachbarten Lugauer zuzuordnen ist.
Seinen Namen verdankt der Kaiserschild (und weitere lokale Flurnamen) dem passionierten Jäger Kaiser Maximilian I., der über die ganze Gruppe den kaiserlichen Jagdbann verhängte und jedes Bejagen und sogar Betreten untersagte. Dieser Bann wurde durch das Kaiserwappen nebst Inschrift kundgetan, daher der Name. Maximilian erwähnt dieses Gebiet auch in seinen Schriften Theuerdank und Weißkunig.
Die beiden Gipfel können von Westen und von Nordosten durch die Sandgrube her bestiegen werden. Die Ausgangspunkte sind das Radmertal und die Montanstadt Eisenerz mit dem Tal der Ramsau. Seit 2006 gibt es zusätzlich die Möglichkeit, den Kaiserschild über einen extrem schweren Klettersteig (D/E) mit Seilbrücke zu besteigen.